# Malagonia acypera
Malagonia acypera là một loài bướm đêm trong họ Noctuidae.